# Margarita Mariscal de Gante
Margarita Mariscal de Gante y Mirón (ur. 10 stycznia 1954 w Madrycie) – hiszpańska polityk i prawniczka, w latach 1996–2000 minister sprawiedliwości.

## Życiorys
Ukończyła w 1980 studia prawnicze na Uniwersytecie Complutense w Madrycie. Podjęła pracę w sądownictwie, uzyskując nominację sędziowską. Działała w branżowym stowarzyszeniu Asociación Profesional de la Magistratura. W 1990 z rekomendacji Partii Ludowej powołano ją w skład Rady Głównej Władzy Sądowniczej. W maju 1996 objęła urząd ministra sprawiedliwości w rządzie José Maríi Aznara, który sprawowała do kwietnia 2000. W latach 2000–2004 sprawowała mandat posłanki do Kongresu Deputowanych, od 2002 pełniła funkcję pierwszej wiceprzewodniczącej niższej izby hiszpańskiego parlamentu. W 2012 została powołana w skład Trybunału Obrachunkowego.